# Estació d'Ōji (Tòquio)
L'estació d'Ōji (王子駅, Ōji eki) és una estació de ferrocarril de les línies Keihin-Tōhoku i Nanboku, operades per la Companyia de Ferrocarrils del Japó Oriental (JR East) i el Metro de Tòquio i localitzada al barri d'Ōji, al districte especial de Kita, a Tòquio, Japó. També és una estació de la línia Arakawa del Tramvia Metropolità de Tòquio (Toden), anomenada estació d'Ōji-ekimae (王子駅前停留場, Ōji-ekimae Teiryūjō).

## JR East
L'estació de la Companyia de Ferrocarrils del Japó Oriental per a la línia Keihin-Tōhoku consisteix en una plataforma única amb dues andanas que fan servei a dues vies. L'estació fou inaugurada el 28 de juliol de 1883. L'indicador de l'estació és el JK36 i el color el blau cel.
| Companyia de Ferrocarrils del Japó Oriental |                     |
| Kami-Nakazato (JK35)                        |                     |
| Línia Keihin-Tōhoku                         | Higashi-Jūjō (JK37) |

## Metro de Tòquio
L'estació del Metro de Tòquio per a la línia Nanboku consisteix en una plataforma única amb dues andanas que fan servei a dues vies. L'estació fou inaugurada el 29 de novembre de 1991. L'indicador de l'estació és el N-16 i el color el verd turquesa.
| Metro de Tòquio    |                   |
| Nishigahara (N-15) |                   |
| Línia Nanboku      | Ōji-Kamiya (N-17) |

## Tramvia Metropolità
L'estació del Tramvia Metropolità de Tòquio per a la línia Arakawa consisteix en una plataforma única amb dues andanas que fan servei a dues vies. El nom sencer de l'estació és Ōji-ekimae i fou inaugurada el 17 d'abril de 1915. L'indicador de l'estació és el SA16 i el color el rosa.
| Tramvia Metropolità de Tòquio |                 |
| Asukayama (SA17)              |                 |
| Línia Arakawa                 | Sakaechō (SA15) |